# Liget
Liget là một thị trấn thuộc hạt Baranya, Hungary. Thị trấn này có diện tích 12,07 km², dân số năm 2010 là 438 người, mật độ 36 người/km².